# Hemigrammus rodwayi
Hemigrammus rodwayi es una especie de pez de la familia Characidae en el orden de los Characiformes.

## Morfología
Los machos pueden llegar alcanzar los 5,3 cm de longitud total.

## Reproducción
Su reproducción en cautividad no presenta ningún problema.

## Hábitat
Vive en zonas de clima tropical entre 24 °C y 28 °C de temperatura.

## Distribución geográfica
Se encuentran en Sudamérica: ríos de Guayana, Surinam, la Guayana Francesa y cuenca del río Amazonas.

## Longevidad
Puede llegar a vivir 4 años.

## Observaciones
Es vulnerable a trematode parásito que le provoca una reacción cutánea característica.